# 安远镇 (甘谷县)
安远镇，是中华人民共和国甘肃省天水市甘谷县下辖的一个乡镇级行政单位。

## 行政区划
安远镇下辖以下地区：
王马村、巩川村、韩家湾村、厚坪村、河湾村、史川村、王台村、蒋山村、后川沟村、大城村、西城村、南城村、北城村、董川村、任山村、沙滩村、店子村、王窑村、石方咀村、菜子山村、黄鹤村、苏家沟村、安家坡村、阳屲寺村、麻池窑村、北川村、李家堡村、山庄川村、何家坪村、阳赛村、何山村、老庄村、庙滩村、马坪村、阳坡村、阴坡村和安远社区。